# スーパー戦隊レジェンドウォーズ
『スーパー戦隊レジェンドウォーズ』（スーパーせんたいレジェンドウォーズ）は、バンダイナムコエンターテインメントより配信されていたスマートフォン用ゲームアプリ。サービス期間は2016年9月5日 - 2020年8月31日。基本プレイ無料（アイテム課金制）。

## 概要
東映製作の特撮作品「スーパー戦隊シリーズ」を土台に、『秘密戦隊ゴレンジャー』から『魔進戦隊キラメイジャー』までの歴代スーパー戦隊が登場する。カードデッキにカードを揃えるカードバトル方式であり、1デッキに5戦隊までのカードを組み込むことで、スーパー戦隊を作ることを目的とする。戦隊メンバーが揃うと決めポーズが発動する。自分だけのMY戦隊を作ることも可能。2017年にはスペース・スクワッド ギャバンvsデカレンジャーのコラボで2018年には宇宙戦隊キュウレンジャーvsスペース・スクワッドのコラボレーションでスペース・スクワッドが期間限定で使用できた。

## 属性
「カガク」「ワザ」「ブンメイ」「シゼン」「シンピ」の5属性に分けられる。戦闘画面は戦隊ヒーロー名と変身者名で表記される。
カガク
- 秘密戦隊ゴレンジャー
- ジャッカー電撃隊
- 科学戦隊ダイナマン
- 高速戦隊ターボレンジャー
- 鳥人戦隊ジェットマン
- 電磁戦隊メガレンジャー
- 救急戦隊ゴーゴーファイブ
- 特命戦隊ゴーバスターズ
- 快盗戦隊ルパンレンジャーVS警察戦隊パトレンジャー
- スペース・スクワッド

ワザ
- バトルフィーバーJ
- 大戦隊ゴーグルファイブ
- 五星戦隊ダイレンジャー
- 忍者戦隊カクレンジャー
- 忍風戦隊ハリケンジャー
- 獣拳戦隊ゲキレンジャー
- 侍戦隊シンケンジャー
- 手裏剣戦隊ニンニンジャー

ブンメイ
- 電子戦隊デンジマン
- 超電子バイオマン
- 超新星フラッシュマン
- 地球戦隊ファイブマン
- 超力戦隊オーレンジャー
- 未来戦隊タイムレンジャー
- 特捜戦隊デカレンジャー
- 轟轟戦隊ボウケンジャー
- 炎神戦隊ゴーオンジャー
- 宇宙戦隊キュウレンジャー

シゼン
- 太陽戦隊サンバルカン
- 超獣戦隊ライブマン
- 星獣戦隊ギンガマン
- 百獣戦隊ガオレンジャー
- 爆竜戦隊アバレンジャー
- 獣電戦隊キョウリュウジャー
- 動物戦隊ジュウオウジャー
- 騎士竜戦隊リュウソウジャー

シンピ
- 電撃戦隊チェンジマン
- 光戦隊マスクマン
- 恐竜戦隊ジュウレンジャー
- 激走戦隊カーレンジャー
- 魔法戦隊マジレンジャー
- 天装戦隊ゴセイジャー
- 海賊戦隊ゴーカイジャー
- 烈車戦隊トッキュウジャー
- 魔進戦隊キラメイジャー
- ヴィランズ